# AS Cheminots
AS Cheminots de Pointe-Noire is een voetbalclub uit Congo-Brazzaville uit de stad Pointe-Noire. Ze komen uit in de Premier League, de nationale voetbalcompetitie van het land. De club won al 2 bekers en één landstitel.

## Palmares
- Landskampioen

1995
- Beker van Congo-Brazzaville

1982, 1984